# Спомен-биста Милоша Црњанског у Београду
Спомен-биста Милоша Црњанског је споменик у Београду. Налази се на Калемегдану у општини Стари град.

## Опште карактеристике
Биста је подигнута 25. октобра 1993. године поводом стогодишњице рођења Црњанског, а рад је српске вајарке Дринке Радовановић. Милош Црњански (Чонград, 26. октобар 1893 — Београд, 30. новембар 1977) је био српски књижевник и један од најзначајнијих стваралаца српске литературе 20. века. Истакао се као песник, приповедач, романсијер и публициста. Бавио се и ликовном критиком. Убрајан је и међу 100 најзнаменитијих Срба.